# كولون (محطة مترو أنفاق مدريد)
بلازا دي كولون (بالإسبانية: Plaza de Colón)‏ هي محطة مترو أنفاق في مدريد في إسبانيا، تقع على الخط رقم 4.